# Lycosa magnifica
Lycosa magnifica är en spindelart som beskrevs av Hu 200. Lycosa magnifica ingår i släktet Lycosa och familjen vargspindlar. Inga underarter finns listade i Catalogue of Life.